# 天主教别尔斯科–日维茨教区
天主教別爾斯科–日維茨教區（拉丁語：Dioecesis Bielscensis-Zyviecensis）是波蘭一個羅馬天主教教區。教座位於別爾斯科（別爾斯科-比亞瓦的一部分）。屬克拉科夫總教區。1992年3月25日由教宗若望保祿二世升為教區。
2011年，在當地766,300人口中，有教友680,700人，佔轄區總人口88.7%、207個堂區、634名司鐸、152名修士、480名修女。現任主教為羅曼·頻德爾（Roman Pindel）。